# Дзісабуро Ої
Дзісабуро Ої (大井 次三郎, англ. Jisaburo Ohwi; 18 вересня 1905 — 22 лютого 1977) — японський ботанік.

## Біографія
Дзісабуро Ої народився 18 вересня 1905 року.
Він був гідним представником факультету науки Кіотського імператорського університету. Став найбільше відомий як автор книги, виданої 1953 року Flora of Japan (яп. 日本植物誌, Nihon shokubutsushi) (укр. Флора Японії)..
Дзісабуро Ої зробив значний внесок у ботаніку, описавши багато видів рослин.
Дзісабуро Ої помер 22 лютого 1977 року.

## Наукова діяльність
Дзісабуро Ої спеціалізувався на папоротеподібних та на насіннєвих рослинах.

## Види рослин, названі на честь Ої
- (Cyperaceae) Carex ohwii Masam.
- (Cyperaceae) Cyperus ohwii Kük.
- (Lamiaceae) Clerodendrum ohwii Kaneh. & Hatus.
- (Lamiaceae) Isodon × ohwii Okuyama
- (Lamiaceae) Rabdosia × ohwii (Okuyama), Hara[en]
- (Melastomataceae)  Medinilla ohwii  Nayar.
- (Orchidaceae)  Epipactis ohwii  Fukuy.
- (Orchidaceae)  Lecanorchis ohwii  Masam.
- (Orchidaceae)  Oreorchis ohwii  Fukuy.
- (Poaceae)  Panicum ohwii
- (Poaceae)  Sasa ohwii  Koidz.
- (Rosaceae)  Prunus ohwii  Kaneh. & Hatus.
- (Ruscaceae) Ophiopogon ohwii Okuyama
- (Saxifragaceae)  Saxifraga ohwii  Tatew.